# 祇園寺 (水戸市)
祇園寺（ぎおんじ）は、茨城県水戸市にある曹洞宗の寺院。山号は寿昌山（じゅしょうさん）、本尊は釈迦如来。

## 歴史
元々この地には天徳寺があり、寺の始まりは佐竹義宣が創建して後に秋田に移された天徳寺に遡るという。
天和3年（1683年）、水戸藩2代藩主・徳川光圀は東皐心越を水戸に招請。心越は元禄4年（1691年）、一説には元禄5年（1692年）に光圀が再興した天徳寺の住持となった.。元禄4年には光圀の命で伽藍を「唐風」に改築。翌5年に晋山開堂が行なわれた際には、全国から1700人もの雲衲が集まったと伝わる。なお、心越は天徳寺で元禄8年（1695年）に示寂しているが、3世・蘭山道昶の入院開堂にあたっては光圀と3代藩主・徳川綱條が臨席するなど、水戸藩と寺の関係は強いものであった。
伽藍が整備されて末寺30余を数えるようなった4世・大寂界仙の正徳2年（1712年）、大中寺との関係を断つとともに綱條によって山号寺号が寿昌山祇園寺に改められ、心越を開山、光圀を開基として曹洞宗寿昌派の独立した本山となった。この際には元禄5年に遡って開山としている。独立に当たって知行100石や僧徒扶養料100俵を約されたほか、「寺格を南禅寺と同様に心得るべき」との台旨があった。
なお、この際に「天徳寺」の寺籍は河和田村（現・水戸市河和田町）へ移されている。

### 近代
安政5年（1858年）、火災により伽藍の多くを焼失。のちに末寺の霊源寺から本堂を移築して再建された。明治維新を経て末寺の多くが黄檗宗に転じたため、1874年（明治7年）に寿昌派本山を廃止、道元系の曹洞宗に合同した。
その後、本堂は1972年（昭和47年）に新築されている。

## 境内
開山である心越の墓塔や元禄7年（1694年）建立の穢跡金剛尊天堂のほか、水戸藩の重臣で諸生党だった市川氏や朝比奈氏の墓所、洋画家の中村彝、詩人の山村暮鳥の墓があり、春にはサクラ、秋には紅葉の名所として水戸市民に親しまれている。

## 文化財
- 銅造 阿弥陀如来及両脇侍立蔵 [8]

阿弥陀如来と脇侍（観音菩薩・勢至菩薩）の立像で銅造鍍金の善行寺式三尊像。年代は鎌倉時代末の14世紀に入る頃と推定されている。1956年（昭和31年）12月17日に市の文化財に指定された。
その他、文化財指定はされていないが江戸幕府による独立本山許状、心越が描いた釈尊像や十八羅漢像など5点、光圀の書いた書が3点、小栗宗丹が描いた水月観音画に加えて、祇園寺文書などの複数の古文書類を所蔵する。